# Olivia (Olivia)
Olivia è un il primo album in studio della cantante statunitense Olivia, pubblicato nel 2001.

## Tracce
1. Bizounce – 4:24
2. Are U Capable – 3:08
3. You Got the Damn Thing – 3:52
4. Silly Bitch in Love – 3:34
5. It's On Again – 4:35
6. Woop-T-Woo – 4:31
7. Whoadie (featuring Petey Pablo) – 4:07
8. 'Til He Comes Home – 4:55
9. Bring Da Roof Down – 2:58
10. When 2 Souls Touch – 4:39
11. Lower 2 My Heart – 4:13
12. Look Around (featuring Jimmy Cozier) – 5:14